# Xe gouvernement constitutionnel portugais
 (septembre 2023).
Si vous disposez d'ouvrages ou d'articles de référence ou si vous connaissez des sites web de qualité traitant du thème abordé ici, merci de compléter l'article en donnant les références utiles à sa vérifiabilité et en les liant à la section « Notes et références ».
IIIe République portugaise
IXe constitutionnel XIe constitutionnel
Le Xe gouvernement constitutionnel (en portugais : X Governo Constitucional) est le gouvernement de la République portugaise entre le 6 novembre 1985 et le 17 août 1987, sous la IVe législature de l'Assemblée de la République.
Il est dirigé par le libéral Aníbal Cavaco Silva, vainqueur à la majorité relative des élections législatives anticipées, et constitue un gouvernement minoritaire. Il succède au IXe gouvernement constitutionnel du socialiste Mário Soares, et cède le pouvoir au XIe gouvernement constitutionnel, également sous l'autorité d'Aníbal Cavaco Silva, après la victoire du Parti social-démocrate à la majorité absolue lors des élections anticipées.

## Historique du mandat
Ce gouvernement est dirigé par le nouveau Premier ministre libéral Aníbal Cavaco Silva, anciennement ministre des Finances. Il est constitué par le Parti social-démocrate (PPD/PSD). Seul, il dispose de 88 députés sur 250, soit 35,2 % des sièges de l'Assemblée de la République. Il bénéficie du soutien sans participation du Parti rénovateur démocratique (PRD) et du Parti du Centre démocratique et social (CDS), qui disposent ensemble de 67 députés, soit 26,8 % des sièges.
Il est constitué à la suite des élections législatives anticipées du 6 octobre 1985.
Il succède donc au IXe gouvernement constitutionnel, démissionnaire depuis juin 1985, dirigé par le socialiste Mário Soares et initialement constitué et soutenu par le « bloc central » entre le Parti socialiste (PS) et le Parti social-démocrate.

## Composition
| Portefeuille                                                       | Titulaire | Titulaire                      | Parti   |
| ------------------------------------------------------------------ | --------- | ------------------------------ | ------- |
| Premier ministre                                                   |           | Aníbal Cavaco Silva            | PPD/PSD |
| Ministre d'État Ministre de l'Intérieur                            |           | Eurico de Melo                 | PPD/PSD |
| Ministre adjoint et pour les Affaires parlementaires               |           | Fernando Nogueira              | PPD/PSD |
| Ministre de la Défense nationale                                   |           | Leonardo Ribeiro de Almeida    | PPD/PSD |
| Ministre des Finances                                              |           | Miguel Cadilhe                 | PPD/PSD |
| Ministre de la Planification et de l'Administration du territoire  |           | Luís Valente de Oliveira       | PPD/PSD |
| Ministre de la Justice                                             |           | Mário Raposo                   | PPD/PSD |
| Ministre des Affaires étrangères                                   |           | Pedro Pires de Miranda         | Sans    |
| Ministre de l'Agriculture, de la Pêche et de l'Alimentation        |           | Álvaro Barreto                 | PPD/PSD |
| Ministre de l'Industrie et du Commerce                             |           | Fernando Santos Martins        | PPD/PSD |
| Ministre de l'Éducation et de la Culture                           |           | João de Deus Pinheiro          | PPD/PSD |
| Ministre des Travaux publics, des Transports et des Communications |           | João Maria de Oliveira Martins | PPD/PSD |
| Ministre de la Santé                                               |           | Leonor Beleza                  | PPD/PSD |
| Ministre du Travail et de la Sécurité sociale                      |           | Luís Mira Amaral               | Sans    |